# Pseudicius spiniger
Pseudicius spiniger är en spindelart som först beskrevs av Pickard-Cambridge O. 1872.  Pseudicius spiniger ingår i släktet Pseudicius och familjen hoppspindlar. Inga underarter finns listade i Catalogue of Life.